# Тракийска тънкорунна овца
Тракийска тънкорунна овца е българска порода овце с предназначение добив на вълна и месо.

## Разпространение
Породата е разпространена в стопанства в селища, намиращи се в полската част на област Стара Загора. Породата е създадена чрез сложно възпроизводително кръстосване на местни породи овце с кочове от тънкорунни породи. Овцете са заплодени с кочове от породата Меринофлайш и след това техните кръстоски с Кавказки кочове. Създадени са два типа: първият тип е получен като за основа са използвани ваклата и бялата маришка овца (т.нар. пловдивски тип), а вторият тип е с участието на местната старозагорска овца (т.нар. старозагорски тип). Призната е за порода през 1976 г.
Към 2008 г. броят на представителите на породата е бил 310 индивида.
Рисков статус – застрашена от изчезване.

## Описание
Животните с едро телосложение. Главата е бяла, средно голяма с права профилна линия. Овцете са без рога, а рогата при кочовете са добре развити. Гръдният кош е средно широк и дълбок, а гърбът е прав. Опашката е дълга и достига под скакателната става. Шията е средно дълга с три кожни гънки - по една-две напречни и една надлъжна. Краката са здрави.
Руното е бяло и затворено. Краката, главата и корема са добре зарунени.
Овцете са с тегло 60 – 82 kg, а кочовете 95 – 105 kg. Средният настриг на вълна е 5 – 6 kg при овцете и 10 – 12 kg при кочовете. Плодовитостта е в рамките на 125 – 130%. Средната млечност за лактационен период е 74 l.